# Parco nazionale di Chitral
Il Parco nazionale di Chitral (in urdu: .چترال گول نیشنل پارک) è un'area naturale protetta del Pakistan settentrionale. Essa è situata nel Distretto di Chitral, nella provincia di Khyber Pakhtunkhwa, affiancata dal fiume Kunar. La riserva dista circa due ore di automobile dalla capitale della provincia, Chitral.

## Stato legale
Fino al 1983, Chitral Gol veniva considerato come un possedimento privato del Mehtar di Chitral. Da allora lo stato legale del parco è oggetto di una disputa tra il Mehtar e il governo pakistano.

## Conformazione
La strada per raggiungere il parco è abbastanza stretta e pericolosa, soprattutto nei giorni di pioggia. Il parco si sviluppa tra i 1450 e i 5000 metri sul livello del mare, rendendo il suo ambiente molto vario. Si estende per 77,50 km².

## Fauna
Nel parco sono presenti tre vallate. Al suo interno si trovano svariati ghiacciai attraverso i quali diverse sorgenti si fanno strada e convergendo, formano un torrente che corre per 18 chilometri. La fredda acqua di questo flusso scorre verso est fino a raggiungere il fiume Kunar. Nel parco sono presenti molti alberi, in particolare, numerosi esemplari di albero dei rosari. Il parco serve anche a fornire rifugio a una vasta biodiversità, in particolare al markhor, una specie di capra selvatica in via di estinzione, e alcune sue sottospecie come il markhor dell'Astor (capra falconeri falconeri). Nonostante una drastica riduzione degli esemplari da più di 500 a soli 200, causata dalla caccia sregolata negli anni 80 del 1900, il parco vanta ancora oggi la più vasta popolazione di markhor nel mondo. Altre specie presenti, seppur in numero minore, sono lo stambecco siberiano, il muflone e l'orso tibetano. Anche il leopardo delle nevi viene spesso avvistato all'interno del parco anche se non sembra essere una presenza permanente all'interno dello stesso. Altre specie presenti nel parco sono il lupo grigio tibetano, la volpe rossa, la martora dalla gola gialla e la lontra liscia. Diverse specie di uccelli autoctoni vivono all'interno del parco, tra le quali il gipeto, il grifone dell'Himalaya, l'aquila reale, la damigella di Numidia, il falco pellegrino, il tetraogallo dell'Himalaya, il lofoforo splendido, la pernice delle nevi e la coturnice.

## Clima
La piovosità annuale della regione è stimata in 462 litri. Nel mese di settembre, la pioggia cade maggiormente sulle vette più alte del parco, mentre a novembre, la pioggia raggiunge maggiormente le vallate e i picchi a bassa quota. Inoltre durante la stagione invernale spesso si possono osservare ampie nevicate, che sovente continuano fino a giugno inoltrato. Il clima è generalmente freddo e asciutto e le temperature variano dai -12 °C ai 43 °C.

## Birmoghlasht
Il Forte di Birmoghlasht è la zona del parco dove i sovrani della regione, i Mehtar, costruirono una magione dove trasferirvi, insieme con tutta la corte, durante l'estate, per godersi le fresche temperature del luogo. Il complesso venne costruito a 2800 metri sul livello del mare e venne edificato in modo da ammirare l'intera città di Chitral dall'alto.